# Anápolis (tiểu vùng)
Anápolis là một tiểu vùng thuộc bang Goiás, Brasil. Tiều vùng này có diện tích 8312 km², dân số năm 2007 là 464462 người.